# Disa extinctoria
Disa extinctoria är en orkidéart som beskrevs av Heinrich Gustav Reichenbach. Disa extinctoria ingår i släktet Disa och familjen orkidéer. Inga underarter finns listade i Catalogue of Life.